# Sarah Fahr
Sarah Luisa Fahr, född 12 september 2001 i Kulmbach, Tyskland, är en italiensk volleybollspelare (center). 
Hon föddes i Tyskland till tyska föräldrar, men flyttade tidigt med familjen till Italien p.g.a. faderns arbete. Hon började spela volleyboll som ung och var från tio års ålder med i en ungdomsakademi. Hon började spela AGIL Volley ungdomslag Trecate Volley säsongen 2016/2017. Följande säsong började hon spela med italienska förbundets lag Club Italia som hon spelade med under två år. Därefter spelade hon ett år med Azzurra Volley San Casciano innan hon gick över till Imoco Volley som hon spelat med sedan 2020. Med de senare har hon vunnit flera titlar både i Italien och internationellt.
Hon debuterade i seniorlandslaget 2018 och vann silver vid VM 2018. Året efter tog hon brons vid EM 2019. Vid OS 2020 nådde hon kvartsfinal med landslaget och senare under året tog hon guld vid EM 2021. Vid den senare tävlingen skadade hon sig under gruppspelet.